# روبرت فيتزجيرالد (متزلج سريع)
روبرت فيتزجيرالد (بالإنجليزية: Robert Fitzgerald)‏ هو متزلج سريع أمريكي، ولد في 3 أكتوبر 1923 في منيابولس في الولايات المتحدة، وتوفي في 22 أبريل 2005 في لوفيرن في الولايات المتحدة.

## وصلات خارجية
- روبرت فيتزجيرالد على موقع SpeedSkatingBase.eu (الإنجليزية)
- روبرت فيتزجيرالد على موقع SpeedSkatingNews.info (الإنجليزية)
- روبرت فيتزجيرالد على موقع SpeedSkatingStats.com (الإنجليزية)
- روبرت فيتزجيرالد على موقع اللجنة الأولمبية الدولية (الإنجليزية)
- روبرت فيتزجيرالد على موقع أوليمبيديا (الإنجليزية)